# Список умерших в 914 году

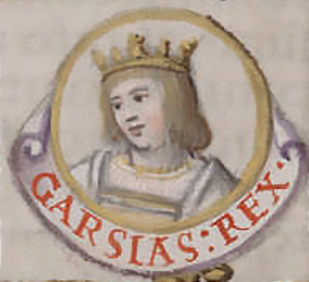
Гарсия I

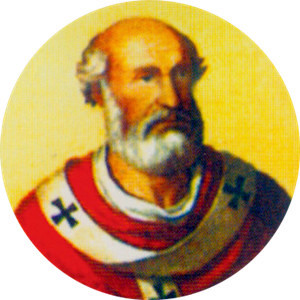
Ландон

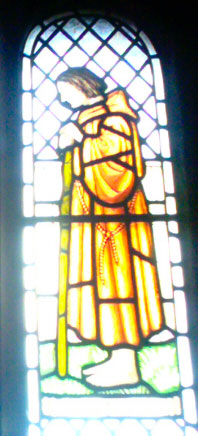
Плегмунд

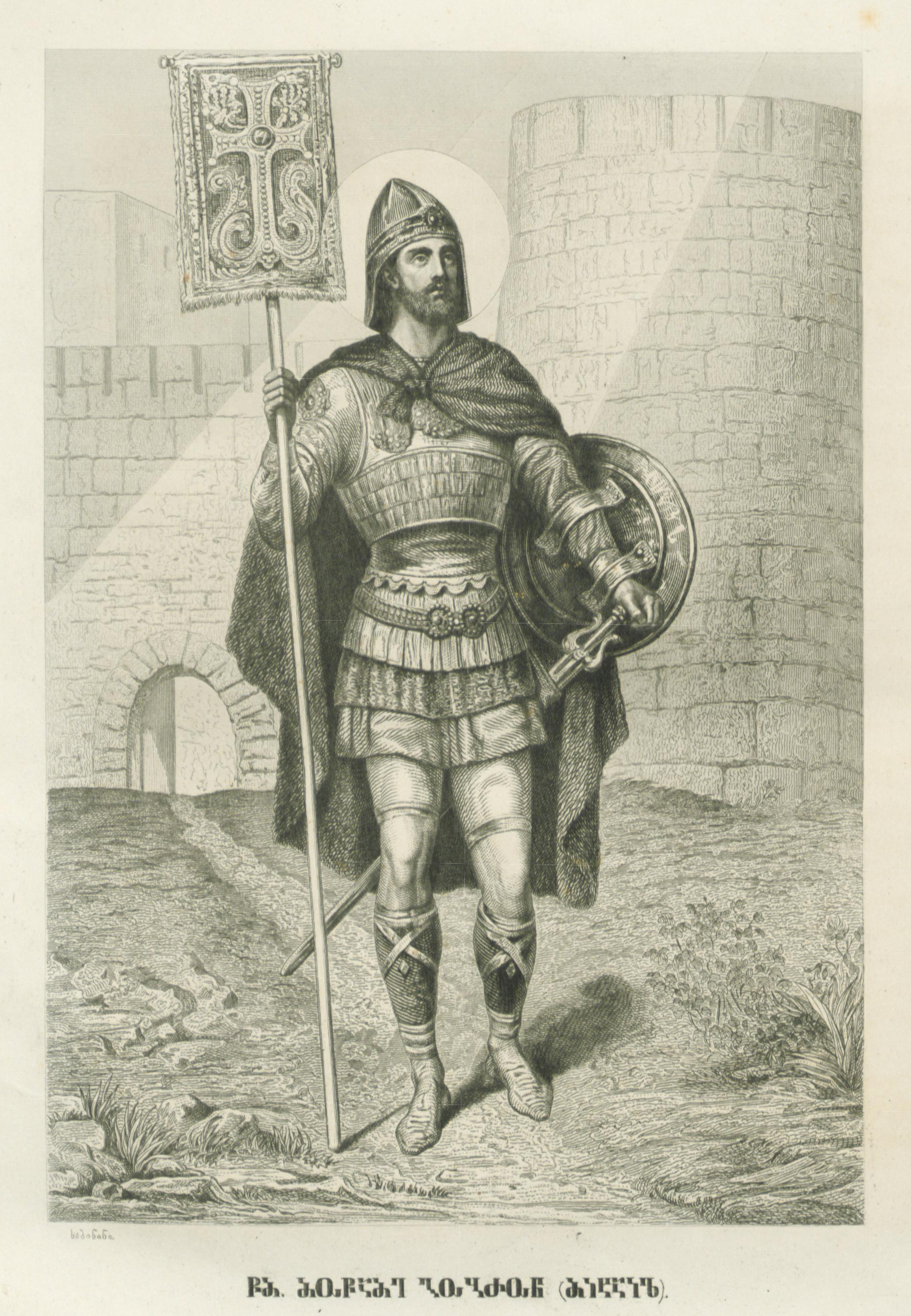
Гоброн

В этой статье представлен список известных людей, умерших в 914 году.
См. также: Категория:Умершие в 914 году

## Январь
- 19 января — Гарсия I — первый король Леона (910—914)
- 24 января — Ахмад ибн Исмаил — эмир (правитель) Мавераннахра и Хорасана (907—914), убит

## Февраль
- 5 февраля — Ландон — папа римский (913—914)
- 12 февраля
  - Лю Шоугуан[англ.] — император царства Янь (911—913); казнён
  - Императрица Ли[англ.] — императрица-консорт царства Янь (911—913),жена Лю Шоугуана; казнена
  - Императрица Жу[англ.] — императрица-консорт царства Янь (911—913),жена Лю Шоугуана; казнена

## Август
- 2 августа — Плегмунд — архиепископ Кентерберийский (890—914). По другим источникам умер в 923 году

## Сентябрь
- 6 сентября — Бернхард фон Минден[нем.] — епископ Миндена (905—914)

## Ноябрь
- 17 ноября — Гоброн — грузинский военачальник, сражавшийся с саджидcкими эмирами Азербайджана; казнён. Святой грузинской православной церкви

## Декабрь
- 2 декабря — Ибн Хаушаб — известный и продуктивный даи (миссионер) исмаилитов в Йемене.

## Дата неизвестна или требует уточнения
- Гозлен II — граф Мэна (893—895)
- Идальгер[англ.] — епископ Вика (899–914)
- Кришна II)[англ.] — правитель государства Раштракутов (878—914)
- Ли Джихуи[англ.] — китайский военный губернатор Сяньяна династии Тан и царства Ци; убит
- Ло Жоухан[англ.] — китайский военный губернатор Ханьданя, позднее Аньяна династии Поздняя Лян
- Лю Ренджонг[англ.] — китайский военный губернатор Пекина династии Тан и царства Янь; убит
- Мунис аль-Фахл[англ.] — генерал Аббасидского халифата
- Нантигис — епископ Урхеля (899—914).
- Смбат I — царь Армении (890—913/914)
- Флацино I[англ.] — епископ Овьедо (907—914)
- Джон Эладос[англ.] — византийский юрист, член регентского совета (913—914)